# Коваль Омелян Васильович

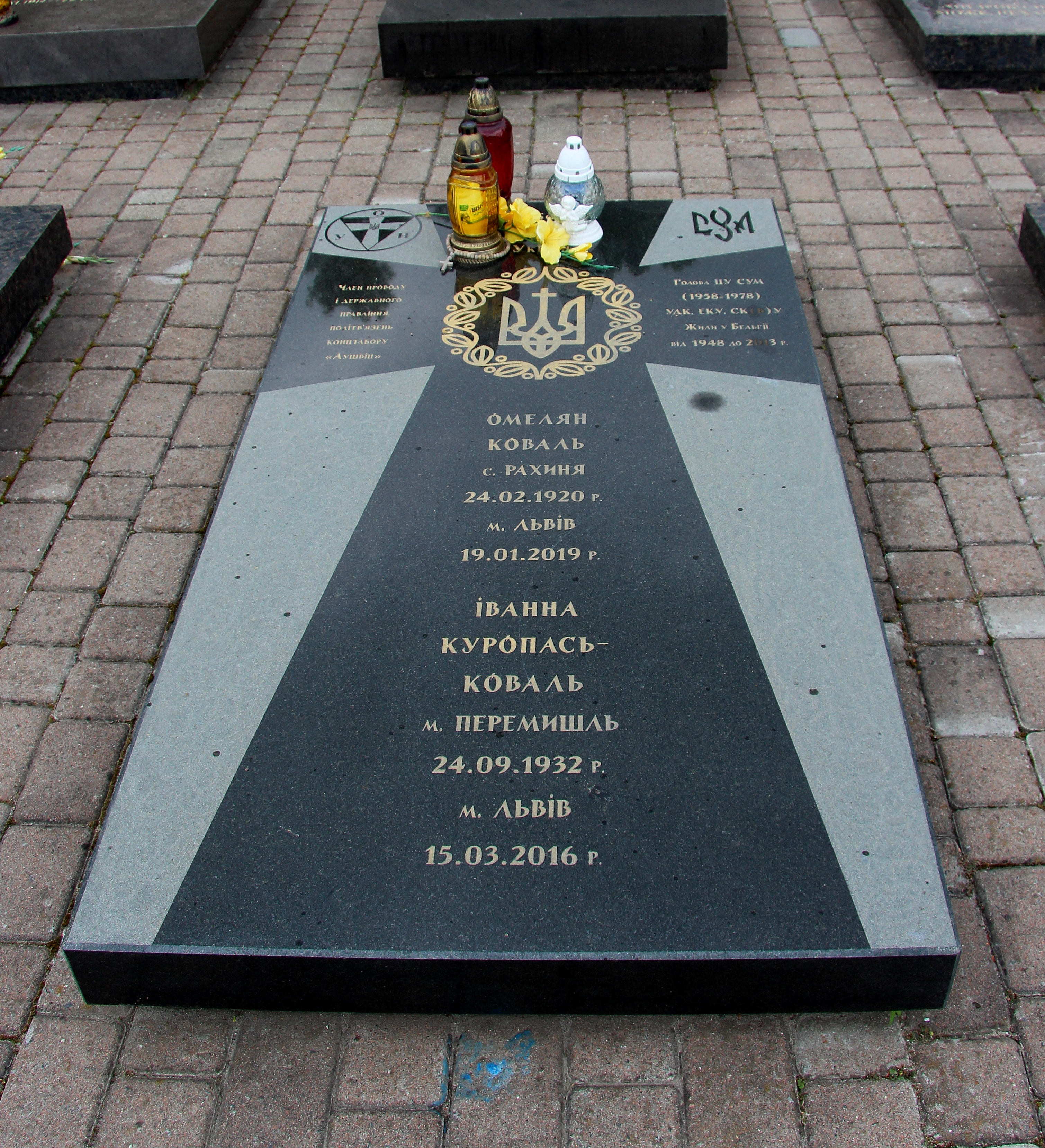
Могила Омеляна Коваля та його дружини Іванни Куропась-Коваль на 67 полі Личаківського цвинтаря у Львові

Омелян Васильович Коваль (псевдо «Дир», «Дем'ян») (24 лютого 1920, с. Рахиня, Долинський повіт, Станиславівське воєводство — 19 січня 2019, Львів) — український громадський діяч, член проводу Організації Українських Націоналістів, політв'язень Аушвіцу. Почесний громадянин Долини.

## Життєпис

Табірне фото Омеляна Коваля з Аушвіцу.

Народився 24 лютого 1920 року у селі Рахиня (тепер Долинський район Івано-Франківська область). Закінчив кооперативні курси в місті Долина.
З 1938 року член ОУН. 1 липня 1941 року брав участь у проголошенні в Долині Акту відновлення Української держави. 
Ув'язнений гестапо 15 вересня 1941 року та перебував у Тюрмі на Лонцького у Львові. Пізніше сидів у в'язниці Монтелюпіх у Кракові, а звідти відправлений 20 липня 1942 року до концтабору Аушвіц, з першою групою 25 українських політв'язнів, названих «Bandera Gruppe», серед яких він був наймолодшим і в якій між іншими були Василь Бандера, Степан Ленкавський і Петро Мірчук. Член редколегії таборового альманаху. 18 січня 1945 року Омеляна Коваля погнали у чотириденний «марш смерті» до Маутхаузена. Після був в'язнем концтаборів Мельк та Ебензе. 6 травня звільнений американськими військами.
Після Другої світової війни закінчив студії в Левенському католицькому університеті (магістр економічно-консульських наук) і став активним громадсько-політичним діячем української діаспори у Бельгії, Європі та світі.
З 1951 по 1963 роки очолював Спілку української молоді (СУМ) у Бельгії, з 1958 року, протягом 20 років, — Центральну (світову) Управу СУМ і опісля «Центральну виховну раду» СУМ. У 1962 році заснував журнал для молоді «Крилаті» а в 1964 — видавництво та друкарню в Брюсселі. Друкувалися там виховні матеріали для СУМ, книжки, часопис «Вісті» Українського Допомогового Комітету в Бельгії (УДК) — головної української громадської організації країни у другій половині ХХ століття. З 1951 по 1987 роки — генеральний секретар УДК під проводом Володимира Поповича. Після від'їзду В. Поповича до Франції, очолював УДК з 1987 по 2005 роки.
Був секретарем (1970—1991) і головою (1991—2006) Головної Ради Українських Громадських Організацій Бельгії (ГРУГОБ), одним із президентів Європейського Конґресу Українців (1992—1995), а згодом почесним головою, довголітнім членом Ради директорів Світового конґресу українців.
Омелян Коваль ніколи не вносив подання на отримання бельгійського громадянства. Мав статус біженця ООН (Женевська Конвенція). Після проголошення незалежності України попросив громадянство, яке отримав із дружиною Іванною-Катериною Куропась у 1997 році.
У 2009 році видав «Ювілейний Альманах (1945—2005) Українського Допомогового Комітету й організованого українського громадського життя в Бельгії».
Улітку 2013 року разом із дружиною повернувся в Україну, проживали у Львові. Дружина Іванна померла 15 березня 2016 року у віці 83 років у Львові. Після відправлення святої літургії в соборі святого Юра була похована на Личаківському цвинтарі (поле № 67).
16 грудня 2016 р. у Національному музеї-меморіалі жертв окупаційних режимів «Тюрма на Лонцького» (Львів) відбулася презентація книги Омеляна Коваля «Спомини мого життя» (упор. Микола Посівнич).
Омелян Коваль помер у Львові 19 січня 2019 року, не доживши місяця до свого 99-го дня народження. Був похований 23 січня в одній могилі з дружиною.

### Родина
Мав чотирьох дітей: Зореславу (1953), Зенона (1954), Віру (1959) і Юрія (1963) — та двох онучок, Уляну і Ліну.
Син Омеляна Коваля, дипломат Зенон Коваль, був спеціальним Радником посольства України в Брюсселі (1992—1995 / дипломатичний жест франкомовного міністерства міжнародних зв'язків). Коротко очолював Дорадчу раду при Президії Верховної Ради України (10/1995 — 6/1996) у Києві. Повернувшись у Брюссель, був призначений Представником франкомовних Урядів Бельгії в Чехії (1996—2000), у В'єтнамі (2000—2004), у Тунісі (2004—2008), у Польщі (2008—2012) і завершив кар'єру заступником Представника з питань UNESCO та OECP у представництві «Валлонія-Брюссель» при Посольстві Бельгії в Парижі (2014-2019).

## Нагороди
- 8 лютого 2010 року нагороджений орденом «За заслуги» III ст.[4]
- 2012 — почесний знак св. Юрія від м. Львова
- 2014 — орден першого ст. регіонального фонду ім. Короля Данила
- 24 лютого 2015 року нагороджений бельгійським королівським орденом Леопольда II-го із званням офіцера[5]
- 24 лютого 2015 року нагороджений орденом Володимира Великого від голови Київського Патріярхату
- 1 грудня 2015 року нагороджений орденом Свободи[6]

## Почесні звання
- Почесний громадянин міста Долина

## Вшанування пам'яті
- На його честь названо вулицю у місті Долина.[7]